# Fuipiano Valle Imagna
Fuipiano Valle Imagna [fuiˈpjaːno ˈvalːe iˈmaɲ(ː)a] (Föipià [føiˈpja] in dialetto bergamasco) è un comune italiano di 203 abitanti della provincia di Bergamo in Lombardia.
Situato alla sinistra della valle Imagna, dista circa 28 chilometri a nord-ovest dal capoluogo orobico.

## Origini del nome
Sul toponimo vi sono diverse correnti di pensiero. Sembra possa trovare origine nella parlata locale, il dialetto bergamasco: si pensa infatti possa derivare dal termine fugitum planus- foipià, che indica un pianoro con molti faggi, anche se altri ritengono derivi da faveanud, inteso come pozza d'acqua, elemento molto presente sul territorio comunale.
Sono i documenti a chiarire questi diverse teorie, la località viene infatti indicata nel 1117 come foido plano e nel 1216 foeto plano per diventare foyplano,  così come indicato nel 1547 quando furono inviati sul territorio i “calcatori” della Valle Imagna che registrarono il territorio come dela contrada de foy plan.
Il documento citava in una permuta “Sarsino del fu Pietro de leminne” che concedeva una terra al priore Teutaldo della chiesa di San Giacomo di Pontida posita in valle de imania in monte de foido olano ricevendo in cambio piante di castagno in supradicto leminne in monte qui nominatur lido.

## Storia
Non sono molte le notizie storiche che riguardano il paese di Fuipiano: posto alla testata della valle Imagna, in posizione defilata rispetto ai principali centri, ha sempre mantenuto le caratteristiche del piccolo borgo montano, con i propri abitanti per lo più dediti a vivere di ciò che la natura forniva loro. Conseguentemente le attività principali sono sempre state quelle del pastore, dell'allevatore, del boscaiolo e del carbonaio, ovvero colui che trasformava la legna in carbone vegetale.
Le origini del paese dovrebbero risalire al periodo medievale quando il territorio, fino ad allora scarsamente antropizzato, vide un incremento abitativo dovuto alle lotte tra guelfi e ghibellini.
Queste infatti costringevano alcuni esponenti dell'una o dell'altra fazione (nonostante la valle fosse considerata una sorta di feudo guelfo) ad abbandonare i propri luoghi d'origine e di trasferirsi in posti al riparo dalle persecuzioni avverse, tra cui appunto la zona di Fuipiano. In questo periodo la famiglia di maggior importanza era quella dei Locatelli (il cui odierno cognome deriva dal paese confinante di Locatello), la quale gestiva le principali attività anche nei paesi limitrofi.
Gli abitanti stessi infatti, cercarono di mantenersi estranei alle dispute di potere, cosa che garantì loro tranquillità al riparo da scontri e ritorsioni sia durante le suddette lotte, sia dopo l'avvento della Repubblica di Venezia, che tuttavia occupò soltanto una parte del territorio comunale, tra cui la contrada di Arnosto dove pose una dogana, considerandolo una sorta di avamposto verso il Ducato di Milano che aveva il controllo sulla restante porzione di territorio.
I secoli successivi non videro fatti di rilievo coinvolgere la piccola comunità che, forte del proprio isolamento, seguì le vicende del resto della provincia senza parteciparvi in modo diretto. Tuttavia il paese risentì notevolmente della mancanza di occupazione, fattore che determinò l'emigrazione dei propri abitanti verso città e nazioni che potessero garantire maggior reddito. Soltanto negli ultimi decenni il turismo e la conseguente rivalorizzazione del territorio hanno arginato questo fenomeno, dando nuova linfa al paese.
Nel novembre del 1976 si verificò un episodio che sconvolse la tranquilla vita degli abitanti: una rovinosa frana, nella parte bassa del territorio comunale, spazzò via la contrada di Pagafone, cancellandola completamente.

### Simboli
Lo stemma e il gonfalone sono stati concessi con decreto del presidente della Repubblica del 27 febbraio 2009.
Il gonfalone è un drappo di bianco.
Le foglie di faggio sullo stemma, di recente creazione, richiamano l'etimologia del paese che significa "piano dei faggi". Il libro aperto con il motto di san Marco, ricorda i secoli di dominio della Repubblica di Venezia. Le due colonne di ordine tuscanico, poste come colonne d'Ercole, simboleggiano la posizione di frontiera del paese che fu sede, in contrada di Arnosto, della dogana della Serenissima nei territori di terraferma. Le stelle sono tradizionali simboli di aspirazione verso alti ideali.

## Monumenti e luoghi d'interesse
L'edificio di maggior richiamo è indubbiamente la chiesa parrocchiale di San Giovanni Battista. Posta in posizione dominante, risale al 1561, anche se presenta un sostanziale rifacimento avvenuto quasi due secoli più tardi. All'interno numerose sono le opere presenti, che permettono a questo edificio sacro di fregiarsi del titolo di monumento di maggior richiamo dell'alta valle Imagna: una Madonna delle Grazie di Giacomo Francia, e altri di Giuseppe Orelli, di Giovanni Chizzoletti e di Francesco Quarenghi.

## Società

### Evoluzione demografica
Abitanti censiti

## Amministrazione
| Periodo           | Periodo           | Primo cittadino     | Partito                                  | Carica                  | Note |
| ----------------- | ----------------- | ------------------- | ---------------------------------------- | ----------------------- | ---- |
| 23 aprile 1995    | 13 giugno 1999    | Eugenio Maria Testa | Lista civica (centro-destra)             | Sindaco                 |      |
| 14 giugno 1999    | 12 giugno 2004    | Eugenio Maria Testa | Lista civica (centro-destra)             | Sindaco                 |      |
| 13 giugno 2004    | 7 giugno 2009     | Maurizio Melchionne | Lista civica                             | Sindaco                 |      |
| 8 giugno 2009     | 25 maggio 2014    | Maurizio Melchionne | Lista civica Maurizio Melchionne sindaco | Sindaco                 |      |
| 26 maggio 2014    | 30 maggio 2015    | Andrea Iannotta     |                                          | Commissario prefettizio |      |
| 30 maggio 2015    | 21 settembre 2020 | Valentina Zuccala   | Lista civica Insieme per cambiare        | Sindaco                 |      |
| 21 settembre 2020 | in carica         | Luigi Diego Elena   | Lista civica Uniti possiamo              | Sindaco                 |      |

## Luoghi raggiungibili
- Tre Faggi - Madonnina dei Tre Faggi;
- Fontana del Pal - Roccolo Zuccala (Roccolino) - Pralongone - Tre Faggi - Le Creste e la Tisa (i Canti) - Zucco di Pralongone (torretta) - Foppa delle ache o Foppa del Pelandi' - Madonna dei Canti - Passo del Grassello;
- La Tisa - ol Fosat - Pralongone
- Sopracorna - Rocce Bianche - Roccolo di Piazzacava - Monte Castello - Costa di Piazzacava, le Gemelle (verso i Tre Faggi);
- Clap - La Roccia Spaccata - Nivarola - Piazzacava;
- Ca Cavaggio - Curnino Alto - S.Pietro di Berbenno (S.Piro) - Curnino Basso - Blello;
- Piaz - Passo del Grassello - Monte Cucco (Zucco di Valbona) - Alpeggio Regionale ERSAF - Passo di Valbona - Costa del Palio - Passo del Palio;
- Arnosto - Galzaniga (Valsenighe) - Capione - Strada forestale ex mulattiera per il Passo del Palio e Morterone.

Morterone:
- Sentiero dei Grandi Alberi - Frasnida - Fo' de Valmana;
- Ponte di Corda - Valle della Remola - Enna secca - Sorgente de Fum Lacc (Fumo Latteo, sorgente dell'Enna).

Val Taleggio:
- Corna Bianca - Ponte Senesi - Costa d'Olda;
- Piazzoli - Rimesse - Ponte della Lavina - Valle dell'Enna dal Ponte della Lavina a Morterone.